# 工藤政宏
工藤 政宏（くどう まさひろ、1977年〈昭和52年〉9月18日 - ）は、日本の政治家、福岡県行橋市長（1期）、元行橋市議会議員（3期）。

## 来歴
福岡県行橋市生まれ。行橋市立泉小学校、行橋市立泉中学校、常磐高等学校を経て、2002年日本大学法学部政治経済学科卒。卒業後は学習塾勤務、愛知県犬山市長インターン、茨城県議会議員秘書を経て、帰郷し、2012年、行橋市議会議員に当選し、3期務めた。この間美夜古青年会議所に入り、理事長となる。
2022年2月27日に行われた行橋市長選挙に立候補し、立憲民主党・国民民主党の推薦を受けた現職の田中純と、元副市長の松本英樹を破り初当選した。

## 市政

### 職員採用試験をめぐる個人情報漏洩問題
2023年2月22日、市議会調査特別委員会（百条委員会）は、前市長時代の2019～21年度の職員採用試験の受験者の情報を工藤が外部に漏洩した疑いがあるとして、工藤を証人喚問した。工藤は、警察から「犯罪性がある」と捜査協力を求められたため、担当職員を通じて受験を申し込んだ計479人全員分の個人情報を提供したことを認めた。警察から情報提供を求められた際、職員らは書類手続きがないと反発したが、市長自らこの場に現れ、許可したという。市長は「組織として丁寧さが欠けていた」と話した。職員採用をめぐっては、2019年度に上級事務職を受験した29人全員が1次試験を通過しており、このことを、当時市議だった工藤は問題視し、議会で追及していた。なお、職員採用試験の犯罪をめぐっては、2020年度に行われた2次試験の内容を事前に受験者に漏らしたとして、元市総務部長が罰金50万円の略式命令を受けた。
市政運営をめぐり、市議会との対立は激化。2023年3月20日、市議会は定例会最終本会議で、総額302億2351万円の同年度一般会計当初予算案を賛成少数で否決した。さらに、工藤への辞職勧告決議案が急遽提案され、賛成多数で可決した。1人が空席となっている2つの副市長ポストを1減する条例改正案も否決。副市長人事案も賛成少数で不同意とした。
同年6月7日、市議会は百条委員会で嘘の証言をしたなどとして、工藤を地方自治法違反（虚偽の陳述、記録の提出拒否）容疑で刑事告発することを賛成多数で決めた。福岡地検は「起訴するに足る証拠がない」として11月30日付で工藤を不起訴処分にした。